# Herb gminy Słupia (powiat jędrzejowski)
Herb gminy Słupia – jeden z symboli gminy Słupia, ustanowiony 30 października 2004.

## Wygląd i symbolika
Herb przedstawia na tarczy w polu czerwonym srebrną wieżę z czarnym dachem (nawiązującą do nazwy gminy), z jej lewej strony srebrne godło z herbu Odrowąż, natomiast z prawej – srebrne godło z herbu Lis. 